# 和泉崇司
和泉 崇司（いずみ そうじ、1988年2月1日- ）は、日本の俳優・タレント。広島県廿日市市出身。はつかいち応援大使。AnBee株式会社 代表取締役。一般社団法人日本レジリエンス  代表理事。株式会社ビーライズ 取締役CSO。広島県 みんなで減災推進大使。

## 来歴・人物
広島県立広島井口高等学校を卒業後、アメリカのアーカンソー中央大学に留学。健康科学教育・予防医学を専攻。学士課程修了後、同大学の健康科学大学院修士課程を修了し、修士号を修得。
高校時代は陸上競技部に所属し、やり投の選手として活躍する。広島県大会4位・中国大会8位の成績を残す。
アメリカの大学へ進学後、陸上競技部のトライアウトに合格。入部後すぐに大学新記録を樹立し、大学院修了まで奨学金を獲得する。
留学期間中2年間、アメリカ陸軍予備役将校訓練課程（ROTC）を受講。同プログラムにおいて、実戦に基づく一般戦闘戦略・地図ナビゲーション・実弾射撃・ロープ降下・水上サバイバルトレーニング、その他の基礎訓練を受ける。また、救命医療に興味を持ち、留学先の消防署において救急隊員養成講習を修了。帰国後も東京消防庁主催の上級救命講習を受講、合格する。帰国後、一念発起して役者を志し、数々のテレビドラマや舞台で活躍。
2018年4月6日、MAZDA Zoom-Zoom スタジアム広島で行われた広島東洋カープ 対 横浜DeNAベイスターズ戦で国歌独唱を行う。
2018年10月、所属事務所からの独立を発表。同年11月、株式会社Universal Intuitionを設立。代表取締役に就任。
2019年4月、出身地である広島県廿日市市の「はつかいち応援大使」に就任。
2019年7月17日、テレビ新広島『ひろしま満点ママ!!』水曜レギュラーコメンテーターに就任。
2020年、出演した広島県廿日市市のPRCM「愛の取調室」篇が第9回観光映像大賞「観光庁長官賞」を受賞。
2022年、商号をAnBee株式会社に変更し、防災×エンターテインメント×教育を柱とした事業展開をスタート。メディアへの露出だけでなく、起業家としても活躍している。
2024年、島根県隠岐郡海士町の「海士町オフィシャルアンバサダー」に就任したことをSNSで報告。
2024年7月、広島県「みんなで減災推進大使」に就任したことをTSS「ひろしま満点ママ!!」で報告した。

## エピソード
俳優の上川隆也は事務所の先輩で、舞台『9days Queen 〜九日間の女王〜』、テレビドラマ『花咲舞が黙ってない』や『エンジェル・ハート』、『遺留捜査』で共演している。
『エンジェル・ハート』にてドラマオリジナルキャラクターのカリート役を演じる為に、厳しいトレーニングに励んでいる様子が2015年10月15日放送のテレビバラエティ『ぐるぐるナインティナイン』で紹介された。

## 趣味・資格など

### 趣味
- 映画鑑賞
- 筋力トレーニング・ランニング
- ダイビング

### 資格
- TOEIC 900点
- 防災士
- 防災危機管理者
- 甲種防火管理者
- 小型車両系建設機械（整地等）特別教育等修了
- アメリカ心臓協会 BLS Provider
- 東京消防庁 上級救命講習修了
- PADI レスキューダイバー
- PADI EFR (Emergency First Response)
- 食品衛生責任者
- 第一種普通自動車免許
- 普通自動二輪車運転免許 （MT）
- 一級小型船舶操縦免許
- 特殊小型船舶操縦免許
- 講道館柔道 初段
- 家庭犬しつけ教師
- ペットセーバー

## 出演

### テレビドラマ
- 遺留捜査（テレビ朝日）
  - 第2シリーズ（2012年7月 - 9月） - 刑事課職員 役
  - 第3シリーズ 第3話（2013年5月1日） - 汐見悟志 役
  - 第4シリーズ（2017年7月13日 - 9月14日） - 高瀬信彦 役
- 大河ドラマ 平清盛 第47話（2012年、NHK） - 上総広常の家人 役
- 土曜ワイド劇場
  - ミステリー作家六波羅一輝の推理3 「ニライカナイの語り部 南海の離島連続殺人!!」（2013年9月14日、朝日放送）
  - 特別企画「スペシャリスト2」（2014年3月8日、テレビ朝日） - 永峰勇樹 役
  - スペシャルドラマ「おみやさん スペシャル2」（2016年10月15日、テレビ朝日） - 西圭一郎 役
- 特捜最前線2013〜7頭の警察犬（2013年9月29日、テレビ朝日）
- NHK BSプレミアム ミステリードラマ「怪奇大作戦 ミステリー・ファイル」第4話（2013年11月16日、NHK BSプレミアム）
- TEAM -警視庁特別犯罪捜査本部- 第6話（2014年5月21日、テレビ朝日） - 林巡査長 役
- 花咲舞が黙ってない（日本テレビ）
  - 第1シリーズ 最終話（2014年6月18日） - 亀田純一 役
  - 第2シリーズ 第10話（2015年9月9日） - 加瀬直紀 役
- 終戦記念スペシャルドラマ命ある限り戦え、そして生き抜くんだ（2014年8月15日、フジテレビ） - 高木敏尚 役
- 女はそれを許さない 第9話 - 最終話（2014年12月16日 - 23日、TBS） - 平田正人 役
- テレビ未来遺産 ORANGE 〜1.17 命懸けで闘った消防士の魂の物語〜（2015年1月19日、TBS） - 内藤聡 役
- ドラマスペシャル（テレビ朝日）
  - 最後の証人（2015年1月24日） - 三宅晃 役
  - 検事の死命（2016年1月17日） - 真淵淳一 役
  - 検事の本懐（2016年12月3日） - 小山哲明 役
- 木曜ミステリー・出入禁止の女〜事件記者クロガネ〜 第5話（2015年2月19日、テレビ朝日） - 有吉辰哉 役
- スクープ 遊軍記者・布施京一（2015年6月15日） - 佐々木俊介 役
- 月曜ゴールデン特別企画「松本清張サスペンス・影の地帯」（2015年7月6日、TBS） - 日下部良一 役
- エンジェル・ハート（2015年10月 - 12月、日本テレビ） - カリート 役[6][7][8]
- スペシャリスト 第7話（2016年2月25日、テレビ朝日） - 鮎原巧 役
- 連続ドラマW（WOWOW）
  - 沈まぬ太陽 第2部（2016年7月10日 - 9月25日） - 恩地克己 役
  - 銭形警部 漆黒の犯罪ファイル 第1話（2017年2月19日） - 高杉亨 役
  - 社長室の冬 -巨大新聞社を獲る男- 第2話（2017年5月7日） - 大西 役
  - 真犯人（2018年9月23日 - 10月21日） - 柳栄次郎 役
  - オペレーションZ 第1話・第2話（2020年3月15日・22日） - 清水智治 役
- ガードセンター24 広域警備指令室（2016年9月16日、日本テレビ） - 峰岸 役
- テミスの剣（2017年9月27日、テレビ東京） - 野々村巡査部長 役
- FNN報道スペシャル 平成の大晦日 令和につなぐテレビ「プリンセス美智子さま物語 知られざる愛と苦悩の軌跡」（2019年4月30日、フジテレビ） - 野戸真 役

### 映画
- 二流小説家 シリアリスト（2013年6月15日、東映、猪崎宣昭監督）

### 舞台
- 真田十勇士（作：中島かずき/演出：宮田慶子、2013年8月 - 10月、赤坂ACTシアター/中日劇場/梅田芸術劇場メインホール）
- 9days Queen 〜九日間の女王〜（脚本：青木豪/演出：白井晃、2014年2月26日 - 3月16日、東京赤坂ACTシアター） - ロバート・ケット 役[9]
- シェイクスピア物語 〜真実の愛〜（2016年12月23日 - 25日・2017年1月7日 - 9日、KAAT神奈川芸術劇場/1月21・22日、梅田芸術劇場メインホール/1月28日、中日劇場） - アダム 役
- ちるらん 新撰組鎮魂歌（2017年4月7日 - 10日、森ノ宮ピロティホール/4月20日 - 30日、天王洲 銀河劇場） - 山南敬助 役

### インターネット配信ドラマ
- 清里高原PRムービー（2016年5月20日公開、NPO法人 清里観光振興会）

### テレビバラエティ
- A-Studio（TBS）
- ぐるぐるナインティナイン（日本テレビ）
- メレンゲの気持ち（日本テレビ）
- ひろしま満点ママ!!（2019年7月 - 、テレビ新広島）水曜レギュラー
- 千鳥の 出没!ひな壇団（2021年7月10日・10月2日・12月25日、中国放送）- 和泉警部 役

### CM・広告
- 株式会社リエゾンエナジー「SOENE」イメージキャラクター（2019年8月 - 2022年）
- 広島県廿日市市
  - 「愛の取調室」篇（2019年11月 - ） 2020年観光映像大賞　観光庁長官賞受賞
  - 「愛の追跡」篇（2020年12月 - ）
  - 「愛の捜索」篇（2021年12月 - ）
  - 「はつかいち暮らし」篇（2022年9月 - ）
- 中電工業株式会社　リクルート イメージキャラクター（2022年3月 - ）

### 大使
- 広島県廿日市市 「はつかいち応援大使」（2019年4月 - ）
- 島根県隠岐郡海士町「海士町オフィシャルアンバサダー」（2024年4月 - ）
- 広島県「みんなで減災推進大使」（2024年7月 - ）